# Bo Ljungberg

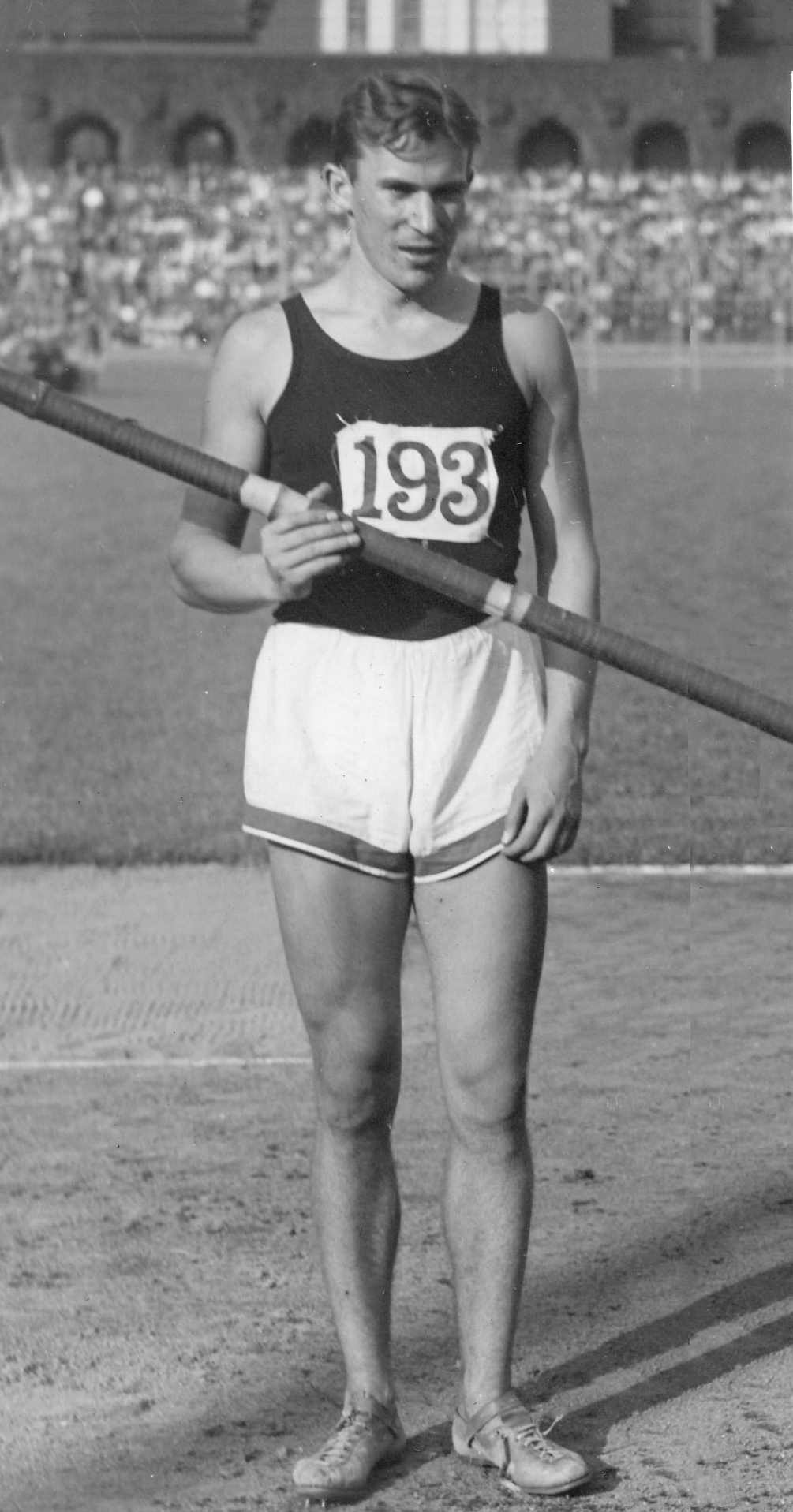
Bo Ljungberg in den 1930ern

Bo Ljungberg (Bo Alexander Ljungberg; * 21. November 1911 in Stoby, Hässleholm; † 19. März 1984 in Jönköping) war ein schwedischer Stabhochspringer und Dreispringer.
1933 siegte er bei den Internationalen Universitätsspielen im Stabhochsprung.
Bei den Leichtathletik-Europameisterschaften 1934 gewann er Silber im Stabhochsprung und wurde Achter im Dreisprung.
1936 wurde er bei den Olympischen Spielen in Berlin Sechster im Stabhochsprung und kam im Dreisprung auf den 18. Platz.
Im Stabhochsprung holte er bei den Leichtathletik-Europameisterschaften 1938 erneut Silber und bei den Studenten-Weltspielen 1939 Bronze.

## Persönliche Bestleistungen
- Stabhochsprung: 4,15 m, 5. Oktober 1935, Lund
- Dreisprung: 14,73 m, 18. August 1934, Stockholm